# Sân bay Brive–La Roche
Sân bay Brive–La Roche hoặc Aérodrome de Brive – La Roche (IATA: BVE, ICAO: LFBV) là một sân bay nằm ở 3,5 kilômét (1,9 NM) về phía tây Brive-la-Gaillarde, một xã của tỉnh Corrèze vùng Limousin của Pháp.
Tính đến tháng 2 năm 2011, sân bay đóng cửa, chỉ chấp nhận các máy bay địa phương. Một sân bay mới được biết đến là sân bay Brive–Souillac hoặc sân bay Thung lũng Brive–Dordogne (tiếng Pháp: Aéroport Brive – Vallée de la Dordogne, 45°02′23″B 001°29′8″Đ / 45,03972°B 1,48556°Đ) mở cửa vào 15 tháng 6 năm 2010. Hãng bay Airlinair (bây giờ là HOP!) bay hai chiều đến sân bay Paris–Orly được chuyển sang sân bay này vì nó có tất cả các dịch vụ khách hàng khác.